# 察尔森镇
察尔森镇，是中华人民共和国内蒙古自治区兴安盟科尔沁右翼前旗下辖的一个乡镇级行政单位。

## 行政区划
察尔森镇下辖以下地区：
察尔森社区、察尔森嘎查、前进嘎查、好田嘎查、茫哈嘎查、联合嘎查、水泉嘎查、白音扎拉嘎嘎查、永兴嘎查、爱国嘎查、振兴嘎查、呼合础鲁嘎查、宝日胡硕嘎查、苏金扎拉嘎嘎查、沙力根嘎查和巴达嘎嘎查。